# 马津 (意大利)
马津（義大利語：Mazzin），是意大利特伦托自治省的一个市镇。总面积23平方公里，人口498人，人口密度21.7人/平方公里（2009年）。ISTAT代码为022113。